# Jalayiriden
De Jalayiriden (آل جلایر) waren een Mongoolse dynastie die over Irak, Azerbeidzjan en Perzisch Irak heerste na het uiteinvallen van het Il-Khanaat rond 1330. Het Jalayiriden sultanaat bestond ongeveer vijftig jaar totdat Timoer Lenk de regio binnenviel en de Jalayiriden te maken kregen met een opstand van de Kara Koyunlu. Na Timoers dood in 1405 waren er pogingen om het sultanaat te herstichten in Zuid-Irak en Khoezistan. De Kara Koyunlu wisten in 1432 voorgoed met de Jalayiriden af te rekenen.

## Heersers der Jalayiriden
- Hasan Buzurg (1336 - 1356)
- Shaikh Uvais I (1356 - 1374)
- Hasan (1374)
- Hussein I (1374 - 1382)
- Bayazid (1382 - 1383)
- Ahmet (1383 - 1410)
- Shah Walad (1410-1411)
- Mahmoed (1411-1415)
- Uwais II (1415-1421)
- Mohammed (1421-1422)
- Mahmoed II (1422-1424)
- Hussein II (1424-1432)